# Deepak Punia
Deepak Punia (Chhara, 19 maggio 1999) è un lottatore indiano, specializzato nella lotta libera.

## Biografia
Nel dicembre 2019 è stato eletto miglior lottatore libero dell'anno nella categoria junior.
Ha rappresentato la India ai Giochi olimpici estivi di Tokyo 2020, dove è rimasto sconfitto nella finale per il terzo posto nel torneo degli 86 chilogrammi, dove è rimasto sconfitto contro il sammarinese Myles Amine.

## Palmarès
| Anno | Manifestazione              | Sede        | Evento  | Risultato | Note |
| ---- | --------------------------- | ----------- | ------- | --------- | ---- |
| 2016 | Campionati asiatici junior  | Manila      | 84 kg   | Oro       |      |
| 2016 | Campionati asiatici cadetti | Taichung    | 85 kg   | Argento   |      |
| 2016 | Mondiali junior             | Mâcon       | 84 kg   | 14º       |      |
| 2016 | Mondiali cadetti            | Tbilisi     | 85 kg   | Oro       |      |
| 2017 | Campionati asiatici junior  | Taichung    | 84 kg   | Argento   |      |
| 2017 | Mondiali junior             | Tampere     | 84 kg   | 5º        |      |
| 2017 | Mondiali U23                | Bydgoszcz   | 86 kg   | 12º       |      |
| 2018 | Campionati asiatici junior  | Nuova Delhi | 86 kg   | Oro       |      |
| 2018 | Mondiali junior             | Trnava      | 86 kg   | Argento   |      |
| 2019 | Campionati asiatici         | Xi'an       | 86 kg   | Bronzo    |      |
| 2019 | Mondiali junior             | Tallinn     | 86 kg   | Oro       |      |
| 2019 | Mondiali                    | Nur-Sultan  | 86 kg   | Argento   |      |
| 2020 | Campionati asiatici         | Nuova Delhi | 86 kg   | Bronzo    |      |
| 2021 | Giochi olimpici             | Tokyo       | 86 kg   | 5º        |      |
| 2022 | Asiatici                    | Ulan Bator  | -86 kg. | Argento   |      |